# Love Sensuality Devotion: The Greatest Hits
Love Sensuality Devotion: The Greatest Hits är ett samlingsalbum av Enigma, utgivet 8 oktober 2001.

## Låtlista
1. "The Landing" - 1:05
2. "Turn Around" - 3:51
3. "Gravity of Love" - 3:58
4. "T.N.T. for the Brain" - 5:17
5. "Modern Crusaders" - 3:53
6. "Shadows in Silence" - 4:19
7. "Return to Innocence" - 4:15
8. "I Love You, I'll Kill You" - 8:01
9. "Principles of Lust" - 3:08
10. "Sadeness, Pt. 1" - 4:15
11. "Silence Must Be Heard" - 4:46
12. "Smell of Desire" - 4:32
13. "Mea Culpa" - 4:31
14. "Push the Limits" - 3:48
15. "Beyond the Invisible" - 4:50
16. "Age of Loneliness" - 4:10
17. "Morphing Thru Time" - 5:25
18. "The Cross of Changes" - 2:15